# 周志豪
周志豪（直译：「扎克·伊迪」，/ˈiːdi/，2002年5月14日—），加拿大篮球运动员，司职中鋒，母亲为出生于加拿大的华裔。大学时效力于普渡大学锅炉工队，身高2.24 米，为十大联盟迄今身高最高的球员。2023-24连续两年，周志豪凭借在NCAA的表现，横扫包括奈史密斯学院年度最佳球员、约翰·R·伍登年度最佳男子球员在内的全部6项大学篮球年度最佳球员奖。在2024年NBA选秀中，他被孟菲斯灰熊以首轮第9顺位选中。

## 早年
周志豪于2002年5月14日出生于多伦多，父亲为白人，母亲茱莉亚·伊迪（Julia Edey）为加拿大华裔，外公来自广州。
周志豪从小练习棒球和冰球，中学时能投出时速80英哩的曲球。2018年十年級的周志豪从零基础开始转型篮球，后前往美国佛罗里达州入学IMG Academy高中，跟随校队教练丹尼爾·聖地亞哥学习篮球技术。

## 大学联赛
周志豪于2020年入学普渡大学，代表校队锅炉工队出战NCAA篮球联赛。新生赛季（20-21赛季）以替补为主，取得场均8.7分和4.4个篮板。
大二赛季，周志豪担任普渡首发，场均上场19.0分钟，取得14.4分和7.7个篮板，投篮命中率高达64.8%，为全联赛第三高。
大三赛季，周志豪6次获选十大联盟每周最佳球员。周志豪带领普渡在疯狂三月锦标赛之前打出了29胜5负的战绩，夺得十大联盟男子篮球锦标赛冠军并获评锦标赛MVP。普渡被美联社（AP Poll）和USA Today教练（Coaches Poll）两项调查都选为全国第三的球队，并成为疯狂三月的分区一号种子。周志豪获评奈史密斯学院年度最佳球员、约翰·R·伍登年度最佳男子球员、美联社大学篮球年度最佳男子球员、NABC年度最佳球员、The Sporting News大学男子篮球年度球员和十大联盟男子篮球年度最佳球员。在疯狂三月锦标赛首轮比赛中，周志豪一人砍下21分、15个篮板，但球队三分失准输给末位种子队費爾里·狄金生大學。
大四赛季，周志豪再度横扫了一系列大学篮球奖项。他带领着普渡打进了当赛季疯狂三月总决赛，他在决赛中单人拿下37分和10个篮板，但独木难支，最终60-75负给康涅狄格大学。

## NBA
在2024年大四赛季结束后，他宣布参加NBA选秀。他在第一次模拟选秀中仅被排在第2轮第31顺位。在6月的选秀大会上，他被孟菲斯灰熊以首轮第9顺位选中。

## 国家队
2021年夏天入选加拿大U19国家队，在2021年U19青年世界盃籃球賽斩获场均15.1分和14.1个篮板，7场比赛中获得6次两双，篮板数为赛事第一，入选当届的5人全明星队。
2022年夏天，代表加拿大國家男子籃球隊出战2023年世界盃籃球賽美洲區資格賽，为加拿大当届阵容中唯一的大学球员。

## 生涯数据

### 大学联赛
| 賽季        | 球隊     | GP | GS | MPG  | FG%  | 3P% | FT%  | RPG  | APG | SPG | BPG | PPG  |
| ----------- | -------- | -- | -- | ---- | ---- | --- | ---- | ---- | --- | --- | --- | ---- |
| 2020–21赛季 | 普渡大学 | 28 | 2  | 14.7 | .597 | –   | .714 | 4.4  | .4  | .1  | 1.1 | 8.7  |
| 2021–22赛季 | 普渡大学 | 37 | 33 | 19.0 | .648 | –   | .649 | 7.7  | 1.2 | .2  | 1.2 | 14.4 |
| 2022–23赛季 | 普渡大学 | 33 | 33 | 31.6 | .606 | –   | .736 | 12.8 | 1.5 | .2  | 2.1 | 22.3 |
| 总计        | 总计     | 98 | 68 | 22.0 | .619 | –   | .702 | 8.3  | 1.1 | .2  | 1.5 | 15.4 |